# 廖圻
廖圻（？年—？年）。四川鄰水縣人，嘉慶十八年（1813年）癸酉科鄉試落卷內挑取謄錄。道光二十八年（1848年）豫工事例分發河南試用知州。議敘藩經歷。歷任河南布政使司經歷。歷署洧川縣、道光二十九年署中牟縣（1849年）、密縣知縣。候補知州。誥授奉政大夫。